# 程永波
程永波（1972年5月—），男，满族，黑龙江安达人，中华人民共和国政治人物。现任南京财经大学校长，研究员，博士生导师，民革江苏省委副主委、民革南京市委主委。第十三、十四届全国政协委员。